# Solenodon
Genre
Solenodon (du grec σωλήν canal, tuyau) est le seul genre de la famille des Solenodontidae, particuliers aux Antilles, il comprend des espèces appelées Solénodontes ou Almiquis. Ces insectivores nocturnes, présents uniquement à Cuba et sur l'île d'Hispaniola, sont en voie d'extinction ou déjà disparus. Leurs dents sont pointues et creuses, ce qui leur permet d'injecter du venin à leurs proies. Pour plus de détails sur leurs caractéristiques communes, se référer à l'article sur la famille.

## Classification
Ce genre a été décrit pour la première fois en 1833 par le naturaliste allemand Johann Friedrich von Brandt (1802-1879). 
Classification plus détaillée selon le Système d'information taxonomique intégré (SITI ou ITIS en anglais) :
 Règne : Animalia ; sous-règne : Bilateria ; infra-règne : Deuterostomia ; Embranchement : Chordata ; Sous-embranchement : Vertebrata ; infra-embranchement : Gnathostomata ; super-classe : Tetrapoda ; Classe : Mammalia ; Sous-classe : Theria ; infra-classe : Eutheria ; ordre : Soricomorpha ; famille : Solenodontidae.
Traditionnellement, les espèces de cette famille sont classées dans l'ordre des Insectivora, un regroupement qui est progressivement abandonné au XXIe siècle.

### Liste des espèces
Selon Mammal Species of the World (version 3, 2005)  (4 décembre 2014) :
- † Solenodon arredondoi Morgan et Ottenwalder, 1993
- Solenodon cubanus Peters, 1861 - solénodonte de Cuba[4],[5], solénodon de Cuba[5] ou almiqui[4]
- † Solenodon marcanoi (Patterson, 1962)
- Solenodon paradoxus Brandt, 1833 - solénodonte[4], solénodon paradoxal[4] ou almiqui paradoxal[5]

Selon NCBI (5 décembre 2014) :
- Solenodon cubanus
- Solenodon paradoxus

## Venin
Le Solenodon, fait partie des rares mammifères vénimeux avec l'ornithorynque, les nycticèbes, la chauve-souris vampire et trois espèces de musaraignes.
Sa salive toxique est injectée par l'intermédiaire des incisives inférieures creuses. Son venin est assez simple par rapport à celui d'autres animaux venimeux, composé essentiellement de kallicréines, une protéine qui habituellement dans le règne animal régule la pression artérielle et l'inflammation. On retrouve souvent cette protéine dans les venins mais en général comme actif secondaire. Mais il est suffisamment actif sur une petite proie qui lorsqu'elle est mordue par un Solenodon voit sa tension artérielle chuter et être étourdie.
Ce venin est très proche de celui des musaraignes vénimeuses mais bien que les deux espèces aient un ancêtre commun vieux de 70 millions d'années, celui-ci n'était pas venimeux. Les toxines sont apparues de façon parallèle par un processus d'évolution moléculaire divergente[Information douteuse].